# Philodromus
Philodromus är ett släkte av spindlar som beskrevs av Charles Athanase Walckenaer 1825. Philodromus ingår i familjen snabblöparspindlar.

## Dottertaxa tillPhilodromus, i alfabetisk ordning[1][2]
- Philodromus afroglaucinus
- Philodromus alascensis
- Philodromus albicans
- Philodromus albidus
- Philodromus albofrenatus
- Philodromus albolimbatus
- Philodromus alboniger
- Philodromus aliensis
- Philodromus anomalus
- Philodromus archettii
- Philodromus arizonensis
- Philodromus aryy
- Philodromus ashae
- Philodromus assamensis
- Philodromus aureolus
- Philodromus auricomus
- Philodromus austerus
- Philodromus barmani
- Philodromus barrowsi
- Philodromus betrabatai
- Philodromus bhagirathai
- Philodromus bicornutus
- Philodromus bigibbosus
- Philodromus bigibbus
- Philodromus bilineatus
- Philodromus bimuricatus
- Philodromus bistigma
- Philodromus blanckei
- Philodromus bonneti
- Philodromus borana
- Philodromus bosmansi
- Philodromus brachycephalus
- Philodromus breviductus
- Philodromus browningi
- Philodromus buchari
- Philodromus buxi
- Philodromus caffer
- Philodromus calidus
- Philodromus californicus
- Philodromus cammarus
- Philodromus caporiaccoi
- Philodromus casseli
- Philodromus catagraphus
- Philodromus cavatus
- Philodromus cayanus
- Philodromus cespitum
- Philodromus chambaensis
- Philodromus chamisis
- Philodromus cinerascens
- Philodromus cinereus
- Philodromus coachellae
- Philodromus collinus
- Philodromus corradii
- Philodromus corticinus
- Philodromus cubanus
- Philodromus cufrae
- Philodromus daoxianen
- Philodromus decoratus
- Philodromus denisi
- Philodromus depriesteri
- Philodromus devhutai
- Philodromus diablae
- Philodromus digitatus
- Philodromus dilatatus
- Philodromus dilutus
- Philodromus dispar
- Philodromus distans
- Philodromus domesticus
- Philodromus droseroides
- Philodromus dubius
- Philodromus durvei
- Philodromus emarginatus
- Philodromus epigynatus
- Philodromus erythrops
- Philodromus exilis
- Philodromus fallax
- Philodromus floridensis
- Philodromus foucauldi
- Philodromus frontosus
- Philodromus fuscolimbatus
- Philodromus fuscomarginatus
- Philodromus ganxiensis
- Philodromus generalii
- Philodromus gertschi
- Philodromus glaucinus
- Philodromus grazianii
- Philodromus grosi
- Philodromus guineensis
- Philodromus gyirongensis
- Philodromus hadzii
- Philodromus harrietae
- Philodromus hierosolymitanus
- Philodromus hierroensis
- Philodromus histrio
- Philodromus hiulcus
- Philodromus hui
- Philodromus humilis
- Philodromus imbecillus
- Philodromus immaculatus
- Philodromus infectus
- Philodromus infuscatus
- Philodromus insperatus
- Philodromus insulanus
- Philodromus jabalpurensis
- Philodromus jimredneri
- Philodromus josemitensis
- Philodromus juvencus
- Philodromus kalliaensis
- Philodromus kendrabatai
- Philodromus ketani
- Philodromus keyserlingi
- Philodromus kianganensis
- Philodromus kraepelini
- Philodromus krausi
- Philodromus lamellipalpis
- Philodromus lanchowensis
- Philodromus lasaensis
- Philodromus laticeps
- Philodromus latrophagus
- Philodromus legae
- Philodromus lepidus
- Philodromus leucomarginatus
- Philodromus lhasana
- Philodromus lividus
- Philodromus longiductus
- Philodromus longipalpis
- Philodromus longitibiacus
- Philodromus lugens
- Philodromus lunatus
- Philodromus luteovirescens
- Philodromus lutulentus
- Philodromus maculatovittatus
- Philodromus maestrii
- Philodromus mainlingensis
- Philodromus maliniae
- Philodromus manikae
- Philodromus margaritatus
- Philodromus marginellus
- Philodromus marmoratus
- Philodromus marusiki
- Philodromus marxi
- Philodromus mediocris
- Philodromus medius
- Philodromus melanostomus
- Philodromus mexicanus
- Philodromus micans
- Philodromus mineri
- Philodromus minutus
- Philodromus mississippianus
- Philodromus mohiniae
- Philodromus molarius
- Philodromus montanus
- Philodromus morsus
- Philodromus multispinus
- Philodromus mysticus
- Philodromus nanjiangensis
- Philodromus nigrostriatipes
- Philodromus niveus
- Philodromus omercooperi
- Philodromus oneida
- Philodromus orarius
- Philodromus orientalis
- Philodromus otjimbumbe
- Philodromus pali
- Philodromus panganii
- Philodromus pardalis
- Philodromus parietalis
- Philodromus partitus
- Philodromus pawani
- Philodromus pelagonus
- Philodromus peninsulanus
- Philodromus pericu
- Philodromus pernix
- Philodromus pesbovis
- Philodromus petrobius
- Philodromus pictus
- Philodromus pinyonelis
- Philodromus placidus
- Philodromus planus
- Philodromus poecilus
- Philodromus populicola
- Philodromus praedatus
- Philodromus praelustris
- Philodromus pratariae
- Philodromus pratarioides
- Philodromus problematicus
- Philodromus probolus
- Philodromus psaronius
- Philodromus pseudanomalus
- Philodromus pseudoexilis
- Philodromus pulchellus
- Philodromus punctatissimus
- Philodromus punctiger
- Philodromus punctisternus
- Philodromus pygmaeus
- Philodromus quercicola
- Philodromus rajani
- Philodromus renarius
- Philodromus rodecki
- Philodromus roseofemoralis
- Philodromus roseus
- Philodromus rubrofrontus
- Philodromus ruficapillus
- Philodromus rufus
- Philodromus sanjeevi
- Philodromus satullus
- Philodromus schicki
- Philodromus separatus
- Philodromus shaochui
- Philodromus shillongensis
- Philodromus signatus
- Philodromus silvestrii
- Philodromus simillimus
- Philodromus simoni
- Philodromus sinaiticus
- Philodromus sitiens
- Philodromus speciosus
- Philodromus spectabilis
- Philodromus spinitarsis
- Philodromus sticticus
- Philodromus subaureolus
- Philodromus tabupumensis
- Philodromus thanatellus
- Philodromus tiwarii
- Philodromus tortus
- Philodromus traviatus
- Philodromus triangulatus
- Philodromus undarum
- Philodromus utotchkini
- Philodromus vagulus
- Philodromus validus
- Philodromus venustus
- Philodromus verityi
- Philodromus victor
- Philodromus vinokurovi
- Philodromus v-notatus
- Philodromus vulgaris
- Philodromus vulpio
- Philodromus wunderlichi
- Philodromus xinjiangensis